# Stomatium loganii
Stomatium loganii är en isörtsväxtart som beskrevs av L. Bol. Stomatium loganii ingår i släktet Stomatium och familjen isörtsväxter. Inga underarter finns listade i Catalogue of Life.